# Eva Olofsson
Eva Maria Olofsson, född 13 april 1952 i Kung Karls församling i Västmanlands län, är en svensk politiker (vänsterpartist). Hon var ordinarie riksdagsledamot 2006–2014, invald för Göteborgs kommuns valkrets, och regionråd i Västra Götalandsregionen 2014–2021.

## Biografi
Innan Olofsson blev riksdagsledamot var hon kommunalråd i Göteborg och hade tidigare arbetat som personalsekreterare (vilket var yrkestiteln vid valet till riksdagen 2006).
Olofsson var riksdagsledamot 2006–2014. I riksdagen var hon ledamot i socialutskottet 2010–2014. Hon var även suppleant i EU-nämnden, justitieutskottet, socialutskottet och utbildningsutskottet samt deputerad i sammansatta justitie- och socialutskottet.
Hon var heltidsarvoderad som regionråd i Västra Götalandsregionen 2014–2021. Olofsson efterträddes av Carina Örgård.